# Đặng Văn Tới
Đặng Văn Tới (sinh ngày 12 tháng 1 năm 1999) là một cầu thủ bóng đá chuyên nghiệp người Việt Nam chơi ở vị trí hậu vệ cho Hải Phòng.

## Sự nghiệp
Đặng Văn Tới trưởng thành từ trung tâm đào tạo bóng đá trẻ Hà Nội. Anh được đôn lên đội một câu lạc bộ Hà Nội từ mùa giải 2017.
Ngày 4 tháng 11 năm 2022, trong trận Hà Nội tiếp Sài Gòn trên sân nhà, Văn Tới đã ghi bàn nâng tỷ số lên 4–1. Đây cũng là bàn thắng thứ 600 của đội bóng Thủ Đô tại đấu trường V.League 1.
Ngày 12 tháng 8 năm 2022, trang chủ câu lạc bộ Hà Nội thông báo Đặng Văn Tới chuyển sang thi đấu cho Hải Phòng theo bản hợp đồng cho mượn đến hết mùa 2022. Ngày 19 tháng 8, anh ra mắt đội bóng thành phố cảng khi đá chính trong trận đấu làm khách trên sân của Hoàng Anh Gia Lai.

## Phong cách chơi bóng
Vị trí sở trường của Đặng Văn Tới là trung vệ nhưng anh cũng có thể chơi tốt cả hậu vệ biên lẫn tiền vệ phòng ngự. Với lối chơi dũng mãnh nhưng đầy tỉnh táo cùng tinh thần chiến đấu ngoan cường, tố chất của thủ lĩnh, Văn Tới thường xuyên được mang băng đội trưởng ở các đội trẻ Hà Nội.
| “                               | Tôi nghĩ trong tương lai, Văn Tới sẽ trở thành Huy Hoàng thứ hai của bóng đá Việt Nam. Ở cậu ta có rất điểm tương đồng với người đàn anh. Một trong số đó là khả năng đọc tình huống và cắt bóng dứt khoát. | ” |
| — Huấn luyện viên Vũ Hồng Việt, | |   |

## Thống kê

### Bàn thắng quốc tế

#### U-19
| # | Ngày                    | Địa điểm             | Đối thủ | Ghi bàn | Kết quả | Giải đấu                   |
| - | ----------------------- | -------------------- | ------- | ------- | ------- | -------------------------- |
| 1 | Ngày 7 tháng 9 năm 2017 | Yangon, Myanmar      | Brunei  | 5-0     | 8-1     | Giải vô địch AFF U-19 2017 |
| 2 | Ngày 5 tháng 7 năm 2018 | Đông Java, Indonesia | Lào     | 3-0     | 4-1     | Giải vô địch AFF U-19 2018 |

## Danh hiệu

### Câu lạc bộ
Hà Nội
- V.League 1: 2018, 2019
- Cúp quốc gia Việt Nam: 2019, 2020
- Siêu cúp quốc gia Việt Nam: 2019, 2020, 2021